# Southgate (London Underground)

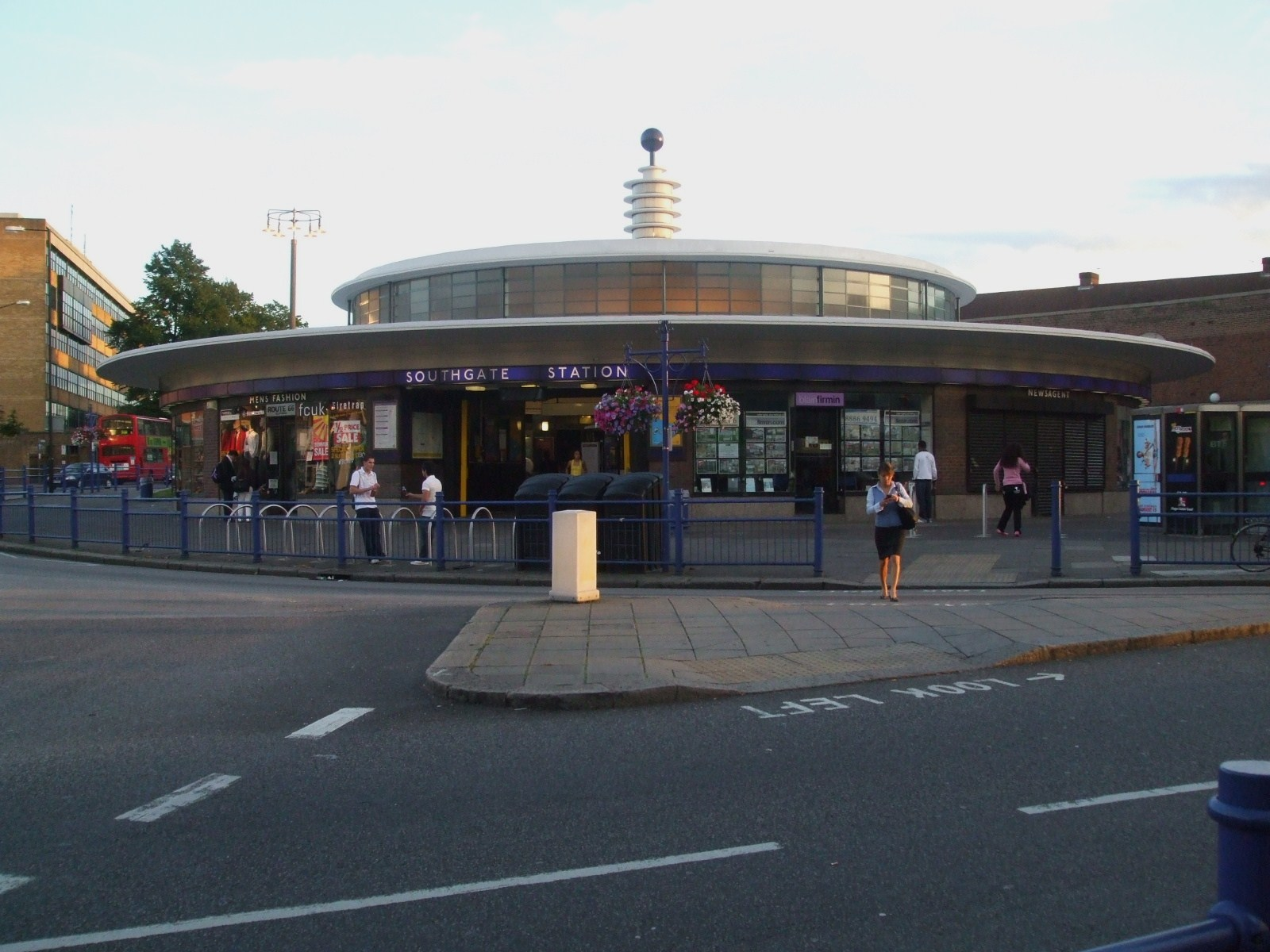
Stationsgebäude

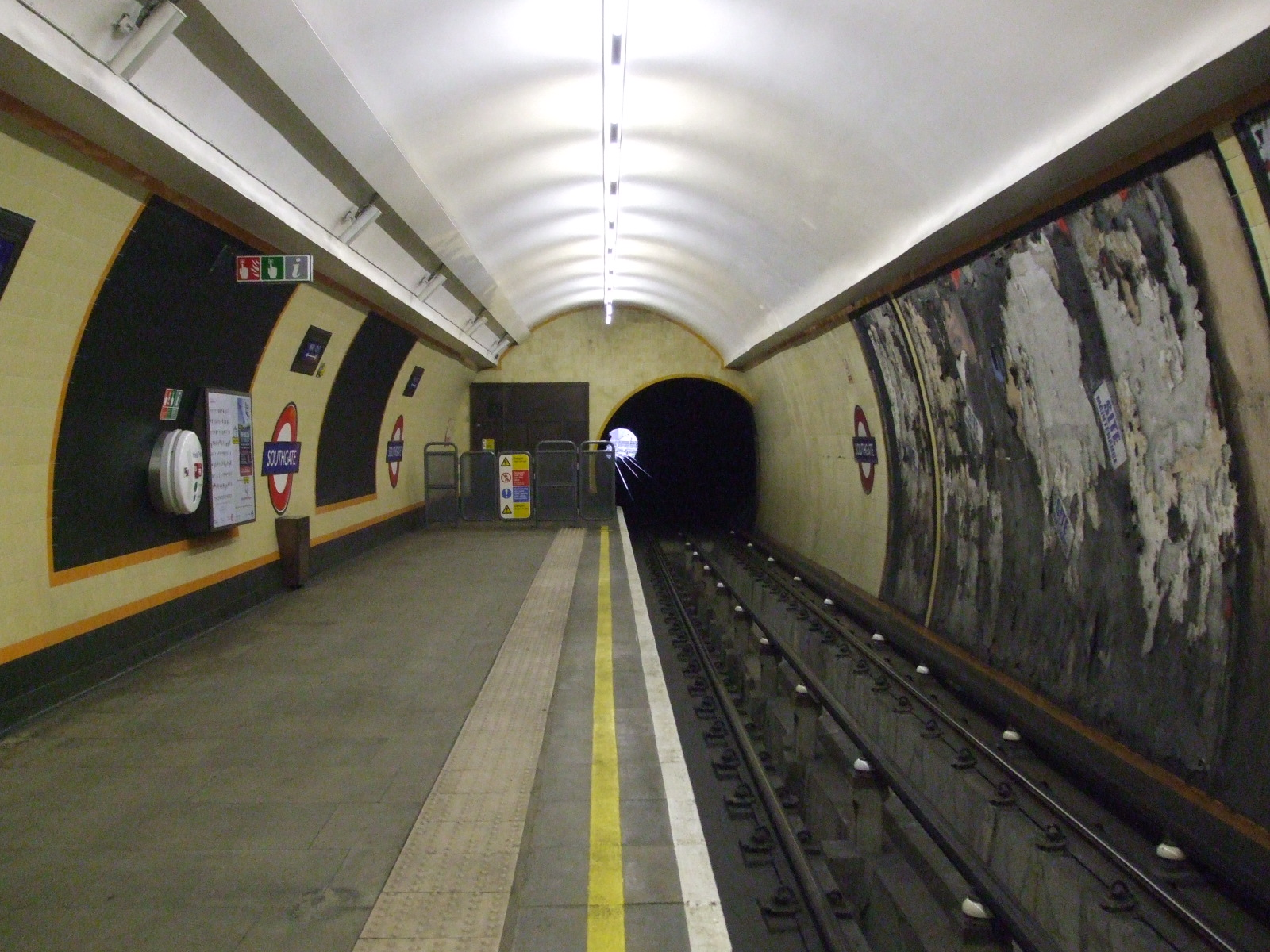
Bahnsteig für südwärts fahrende Züge, im Hintergrund ist das Tunnelende zu erkennen

Southgate ist eine unterirdische Station der London Underground im Stadtbezirk London Borough of Enfield. Sie liegt in der Travelcard-Tarifzone 4 unter dem Southgate Circus, einem großen Kreisverkehr. Im Jahr 2013 nutzten 5,39 Millionen Fahrgäste diese von der Piccadilly Line bediente Station.
Die Eröffnung der Station erfolgte am 13. März 1933. Wie alle Stationen im nördlichen Teil der Piccadilly Line ist auch diese von Charles Holden entworfen worden. Southgate gilt dabei als besonders gelungenes Beispiel des Art-déco-Stils. Das Stationsgebäude ist kreisrund und teilweise von einer Ladenpassage umgeben. Es besteht aus Ziegeln, Stahlbeton und Glas. Über dem Dach ragt ein Leuchtelement empor, das einer Teslaspule ähnelt. Die zwei Aufzüge besitzen heute noch die aus den 1930er Jahren stammende Beleuchtung, die Wandfliesen weisen eine überwiegend bronzene Farbgebung auf. Ende der 1990er Jahre schloss man einen der drei Eingänge, um ein zusätzliches Schalterhäuschen einrichten zu können. Von den Bahnsteigen aus ist das nördliche Ende des Tunnels erkennbar.
Seit 1971 steht das Gebäude unter Denkmalschutz. Zunächst besaß es die Schutzstufe Grade II, im Jahr 2009 wurde diese aufgrund der überragenden architektonischen Bedeutung auf Grade II* erhöht. 2008 erfolgte eine umfassende Renovation.
Nach dem erfolgreichsten Abschneiden der englischen Fußballnationalmannschaft bei einer Weltmeisterschaft in den vergangenen 28 Jahren wurde die Station am 16. Juli 2018 zu Ehren des Nationaltrainers für 48 Stunden in „Gareth Southgate“ umbenannt.